# Janusz Smenda
Janusz Seweryn Smenda (ur. 26 lutego 1930 w Stanisławowie, zm. 16 grudnia 2009 w Melbourne) – psycholog, polonijny działacz społeczny w Australii Zachodniej.

## Życiorys
Jego ojciec, Stanisław, urzędnik dyrekcji kolejowej w Stanisławowie został w 1940 uwięziony (i skazany na karę śmierci) przez sowieckie NKWD, a Janusz wraz z matką i siostrą zostali deportowani do Rejonu Jenisejskiego w Kraju Krasnojarskim w azjatyckiej części ówczesnego ZSSR (obecny Kazachstan). W 1942 razem z transportem Armii Andersa wyjechali przez Teheran i trafili do obozu dla polskich uchodźców w Tengeru we wschodnioafrykańskiej Tanganice. W 1945 Janusz otrzymał stypendium szkolne od rządu Południowej Afryki i w 1948 uzyskał maturę w Kings College w Pietermaritzburgu. W 1950 wraz z matką i siostrą przypłynął do portu Fremantle w Australii Zachodniej na pokładzie amerykańskiego transportowca USAT „General C Langfitt” razem z ponad tysiącem polskich uchodźców, głównie kobiet i dzieci. Zamieszkali w Perth, gdzie Janusz początkowo pracował jako urzędnik i tłumacz w departamencie imigracji, a następnie rozpoczął studia filozofii w University of Western Australia. Był to jedyny uniwersytet australijski, który w tym czasie nie wymagał od imigrantów czesnego. Studia filozofii ukończył w 1957, a następnie (1965) studia psychologii, które uzupełnił (1973) studiami podyplomowymi. Pracował jako psycholog i wicedyrektor w ministerstwie oświaty rządu stanowego Australii Zachodniej. W 1958 zawarł związek małżeński z Franciszką Antoniną (Niną) z domu Skibicką.

## Działalność społeczna
Był działaczem i sekretarzem Związku Polaków w Australii Zachodniej w latach 1951–1953. Wstąpił do Australian Labor Party (Australijskiej Partii Pracy) i w latach 1955–1958 jako pierwszy nie-Australijczyk zajmował stanowisko prezesa uniwersyteckiego klubu Labor Party w Perth, której członkiem pozostał do 1960. W roku 1952 był sekretarzem, a w okresach 1971–1975 i 1978–1981 sprawował funkcję prezesa polonijnego Klubu Cracovia w Perth. Był prezesem Koła Sybiraków w Perth. Był współzałożycielem (1996) i długoletnim prezesem Polsko-Australijskiego Towarzystwa Kulturalnego w Zachodniej Australii prowadzącego działalność wydawniczą i medialną.
Był inicjatorem i współredaktorem (z żoną Niną) książki Unforgettable Memories dokumentującej wspomnienia polskich wygnańców wywiezionych na Syberię, wydanej w Perth w 1996 i polecanej przez amerykański Harvard University jako ważne źródło historyczne dla sowietologów. Był także autorem licznych audycji radiowych i tekstów w prasie polonijnej. Na dwa miesiące przed śmiercią nagrał dla Narodowej Biblioteki Australii ponad sześciogodzinną, ustną relację z czasu II wojny światowej, a szczególnie z okresu zesłania na Syberię. Podkreślił rolę dostępnego wykształcenia instytucjonalnego dla przyszłych losów emigrantów polskich. 
Był członkiem Australijskiego Instytutu Spraw Polskich. W 2005 został odznaczony Krzyżem Kawalerskim Orderu Zasługi Rzeczypospolitej Polskiej. Jest patronem Polsko-Australijskiego Towarzystwa Kulturalnego w Australii Zachodniej.